# Земо-Кулари
Земо-Кулари (груз. ზემო ყულარი, азерб. Yuxarı Qullar) — село Марнеульского муниципалитета, края Квемо-Картли республики Грузия с 98 %-ным азербайджанским населением. Находится на юге Грузии, на территории исторической области Борчалы.

## География
Граничит с селами  Баидари, Квемо-Кулари, Куртлари, Диди-Муганло, Даштапа, Имири и Еникенди Марнеульского Муниципалитета.

## Население
По данным Государственного статистического комитета Грузии, согласно официальной переписи 2002 года, численность населения села Земо-Кулари составляет 1704 человека и на 98 % состоит из азербайджанцев.

## Экономика
Население в основном занимается сельским хозяйством, овцеводством, скотоводством и овощеводством.

## Достопримечательности
- Мечеть
- Муниципалитет[4]
- Средняя школа[5]
- Амбулаторная станция[6]